# 状態方程式 (熱力学)
状態方程式（じょうたいほうていしき、英: equation of state）とは、熱力学において、状態量の間の関係式のことをいう。巨視的な系の熱力学的性質を反映しており、系によって式の形は変化する。状態方程式の具体的な形は実験的に決定されるか、統計力学に基づいて計算され、熱力学からは与えられない。
広義には、全ての状態量の間の関係式のことであるが、特に、流体の圧力を温度、体積と物質量で表す式を指す場合が多い。
流体だけでなく固体に対しても、その熱力学的性質を表現する状態方程式を考えることが出来る。磁性体や誘電体でも状態方程式を考える場合もある。主に熱平衡における系の温度と他の状態量との関係を表す関係式を指すが、必ずしも温度との関係を表すとは限らない。温度依存性を考えない形の関係式は構成方程式と呼ばれることもある。

## 流体の状態方程式
温度 T、体積 V、物質量 N の平衡状態にある流体の圧力 p を適当な関数 f によって
{\displaystyle p=f(T,V,N)}
のように表した物が（狭義の）状態方程式である。ただし、物理学では変数の記号と関数の記号を混用して
{\displaystyle p=p(T,V,N)}
のように書かれることが多い。
状態量の圧力、温度の示強性と体積、物質量の示量性から、スケール変換 (V,N) → (λV,λN) に対して
{\displaystyle p=p(T,\lambda V,\lambda N)}
となる。
特に体積の次元を持つ適当な定数 V* を固定して、スケール変換のパラメータを λ=V*/V と選ぶと
{\displaystyle p=p(T,V^{*},N/V\times V^{*})=p(T,\rho )}
となる。ここで ρ = N/V は単位体積あたりの物質量、つまり密度である。このように示量性を考慮することで、状態方程式から変数を一つ減らすことができる。
また、物質量の次元を持つ適当な定数 N* を固定して、変換パラメータを λ = N*/N と選ぶと
{\displaystyle p=p(T,V/N\times N^{*},N^{*})=p(T,v)}
となる。ここで v = V/N は単位物質量あたりの体積、つまり比容である。
化学の分野では、体積を温度と圧力、物質量で表した
{\displaystyle V=V(T,p,N)}
の形を状態方程式と呼ぶ場合が多い。
示量性を考慮すれば
{\displaystyle V/N=V(T,p)}
として変数を一つ減らすことができる。

### 状態方程式の微分
体積 V(T,p) の温度 T による偏微分は
{\displaystyle \left({\frac {\partial V}{\partial T}}\right)_{p}=V\alpha }
と表される。ここで α は熱膨張係数である。
体積 V(T,p) の圧力 p による偏微分は
{\displaystyle \left({\frac {\partial V}{\partial p}}\right)_{T}=-V\kappa _{T}}
と表される。ここで κT は等温圧縮率である。
従って、体積の全微分は
{\displaystyle dV=V(\alpha \,dT-\kappa _{T}\,dp)}
となる。
これを変形すれば、圧力の全微分が
{\displaystyle dp={\frac {1}{\kappa _{T}}}\left(\alpha \,dT+{\frac {1}{V}}\,dV\right)}
となる。全微分の形から、圧力 p(T,V) の偏微分として
{\displaystyle \left({\frac {\partial p}{\partial T}}\right)_{V}={\frac {\alpha }{\kappa _{T}}}}
{\displaystyle \left({\frac {\partial p}{\partial V}}\right)_{T}={\frac {1}{V\kappa _{T}}}}
が得られる。

## 固体の状態方程式

### 弾性体
弾性体の状態を表す変数は、歪み ε と応力 σ である。体積や圧力と異なり、一般には2階のテンソルで表される。
状態方程式は
{\displaystyle \sigma _{ij}=\sigma _{ij}(\epsilon ,T)}
あるいは
{\displaystyle \epsilon _{kl}=\epsilon _{kl}(\sigma ,T)}
の形で書かれる。
応力の歪みによる微分は
{\displaystyle \left({\frac {\partial \sigma _{ij}}{\partial \epsilon _{kl}}}\right)_{T}=E_{ijkl}(\epsilon ,T)}
として、弾性率で表される。
歪みの応力による微分は
{\displaystyle \left({\frac {\partial \epsilon _{kl}}{\partial \sigma _{ij}}}\right)_{T}=K_{klij}(\sigma ,T)}
として、弾性コンプライアンスで表される。
歪みの温度による微分は
{\displaystyle \left({\frac {\partial \epsilon _{kl}}{\partial T}}\right)_{\sigma }=\alpha _{kl}(\sigma ,T)}
として熱歪みで表される。
従って、歪みの全微分は
{\displaystyle d\epsilon _{kl}=K_{klij}\,d\sigma _{ij}+\alpha _{kl}\,dT}
となる。
応力の全微分は
{\displaystyle d\sigma _{ij}=E_{ijkl}\,d\epsilon _{kl}-E_{ijkl}\,\alpha _{kl}\,dT}
となる。

### 誘電体
誘電体の状態を表す変数は、誘電分極 P と外部電場 E である。状態方程式は
{\displaystyle P_{a}=P_{a}(E,\sigma ,T)}
の形で書かれる。
電場による微分は
{\displaystyle \left({\frac {\partial P_{a}}{\partial E_{b}}}\right)_{\sigma ,T}=\chi _{ab}(E,\sigma ,T)}
として、電気感受率で表される。
応力による微分は
{\displaystyle \left({\frac {\partial P_{a}}{\partial \sigma _{ij}}}\right)_{E,T}=d_{aij}(E,\sigma ,T)}
として、圧電係数で表される。
温度による微分は
{\displaystyle \left({\frac {\partial P_{a}}{\partial T}}\right)_{E,\sigma }=p_{a}(E,\sigma ,T)}
として、焦電係数で表される。
誘電率の全微分は
{\displaystyle dP_{a}=\chi _{ab}\,dE_{b}+d_{aij}\,d\sigma _{ij}+p_{a}\,dT}
となる。

### 磁性体
磁性体の状態を表す変数は、磁化 M と外部磁場 H である。状態方程式は
{\displaystyle M=M(H,T)}
の形で書かれ、その微分は
{\displaystyle \left({\frac {\partial M}{\partial H}}\right)_{T}=\chi (H,T)}
として、磁化率で表される。磁化や磁化率の温度依存性はキュリーの法則などで記述される。

## 具体的な形

### 気体

#### 理想気体
理想気体の状態方程式は、
{\displaystyle P={\frac {nRT}{V}}}
である。R は気体定数である。この式はボイル＝シャルルの法則とアボガドロの法則から導かれる。なお、この式で用いられている温度 T は絶対温度或いは熱力学温度と呼ばれる。
分母を払った
{\displaystyle PV=nRT}
という形で出てくることも多い。
また、この式は統計力学的には相互作用をしない系として導くことができる。

#### 実在気体
実在気体の場合は、以下のいくつかの近似式が提案されている。
- ファンデルワールスの状態方程式
- ペン＝ロビンソンの状態方程式
- ディーテリチの状態方程式
- ビリヤルの式

### マーナハンの状態方程式
固体における状態方程式としては、バンド計算などで利用されるマーナハンの状態方程式
{\displaystyle E_{\text{tot}}(V)={\frac {BV}{B'(B'-1)}}\left[B'\left(1-{\frac {V_{0}}{V}}\right)+\left({\frac {V_{0}}{V}}\right)^{B'}-1\right]+E_{\text{tot}}(V_{0})}
が有名である。Etot は系の全エネルギー、B は体積弾性率、B' は体積弾性率の圧力の微分{\displaystyle B'=\partial B/\partial P}、V0 は平衡格子定数での系の体積、Etot(V0)は平衡格子定数での全エネルギーである。この式で、V = V0 において、右辺括弧内がゼロになり、Etot(V0)となる。
上式は、全エネルギーと体積との関係式であるが、マーナハンの式には圧力と体積との関係式、
{\displaystyle P(V)={\frac {B}{B'}}\left[\left({\frac {V_{0}}{V}}\right)^{B'}-1\right]}
がある。このような固体における圧力‐体積などの関係式（状態方程式）にはいくつか派生型が存在する。マーナハンの状態方程式は指数関数を含むため、取り扱いが難しい。そのため応用上問題の無い範囲に近似を行い、多項式で展開し直したバーチ・マーナハンの状態方程式がよく使われる。